# Il grande sogno (antologia)
Il grande sogno è una raccolta di diciassette racconti del drammaturgo, attore e scrittore statunitense Sam Shepard.
Nei diciassette schizzi di vita americana tracciati da Shepard vi è una varietà di temi tracciati e un facile passaggio dalla malinconia all'umorismo, dal paradosso alla realtà, dalla tristezza all'allegriae.
Tutti i racconti, sia in quelli che sfiorano il dramma sia la commedia o la pochade, sottendono una morale.
Tra i racconti di maggior spicco troviamo quello in cui si narra di un contadino che si avvia ad una festa con un vaso di basilico e si ritrova ad un soffio dall'omicidio o quello in cui tre sorelle, morta la madre, litigano per un'eredità di cento dollari e per un falco che, morente, è stato abbandonato ai margini della strada e ancora quello in cui un vecchio vuole insegnare al giovane nipote l'arte amatoria senza sospettare che il ragazzo è già più che esperto in tale materia.
Leggendo i racconti si incontrano personaggi che appaiono un po' folli, mentre lo scrittore suggerisce che è la realtà dell'uomo ad essere altalenante e folle.

## Edizioni
- Sam Shepard, Il grande sogno, traduzione di Andrea Buzzi, collana I narratori, Feltrinelli, 2005,  p. 144, ISBN 88-07-01674-5.